# Marvin Bakalorz
Marvin Bakalorz (ur. 13 września 1989 w Offenbach am Main) – niemiecki piłkarz grający na pozycji pomocnika w Denizlisporze.

## Życiorys
Jest wychowankiem Preußen Münster. W czasach juniorskich trenował także w TGS Jügesheim, TSV Raesfeld i Westfalii Gemen. W latach 2008–2010 był zawodnikiem pierwszego zespołu Preußen. 1 lipca 2010 został piłkarzem rezerw Borussii Dortmund. Od 2011 roku trenował także z pierwszym zespołem. 22 lipca 2013 odszedł do Eintrachtu Frankfurt. W jego barwach zadebiutował w Bundeslidze – miało to miejsce 1 grudnia 2013 w przegranym 0:2 meczu z Hannoverem 96. Do gry wszedł w 64. minucie, zmieniając Takashi Inui. Od 7 stycznia do 30 czerwca 2014 przebywał na wypożyczeniu w SC Paderborn 07, a po jego zakończeniu został wykupiony przez ten klub. 1 lipca 2016 na zasadzie wolnego transferu został zawodnikiem Hannoveru 96. 17 sierpnia 2020 odszedł do tureckiego Denizlisporu.